# Pružatovac
Pružatovac (cyr. Пружатовац) – wieś w Serbii, w mieście Belgrad, w gminie miejskiej Mladenovac. W 2011 roku liczyła 859 mieszkańców.